# بخال (الضالع)
بخال هي إحدى قرى الجمهورية اليمنية. تتبع جغرافيا لمحافظة الضالع و إداريًا لمديرية الشعيب. يبلغ تعداد سكانها 1857 نسمة حسب الإحصاء الذي أجري عام 2004.